# Wirringen
Wirringen ist ein Ortsteil der Stadt Sehnde, südöstlich von Hannover. Das älteste erhaltene Dokument, das Wirringen erwähnt, stammt aus dem Jahr 1022.

## Geschichte
Am 1. März 1974 wurde die zum Landkreis Hildesheim-Marienburg gehörende Gemeinde Wirringen in die Gemeinde, heute Stadt Sehnde eingegliedert.

## Politik
Ortsbürgermeister ist Karl-Heinz Grun.

## Kultur und Sehenswürdigkeiten

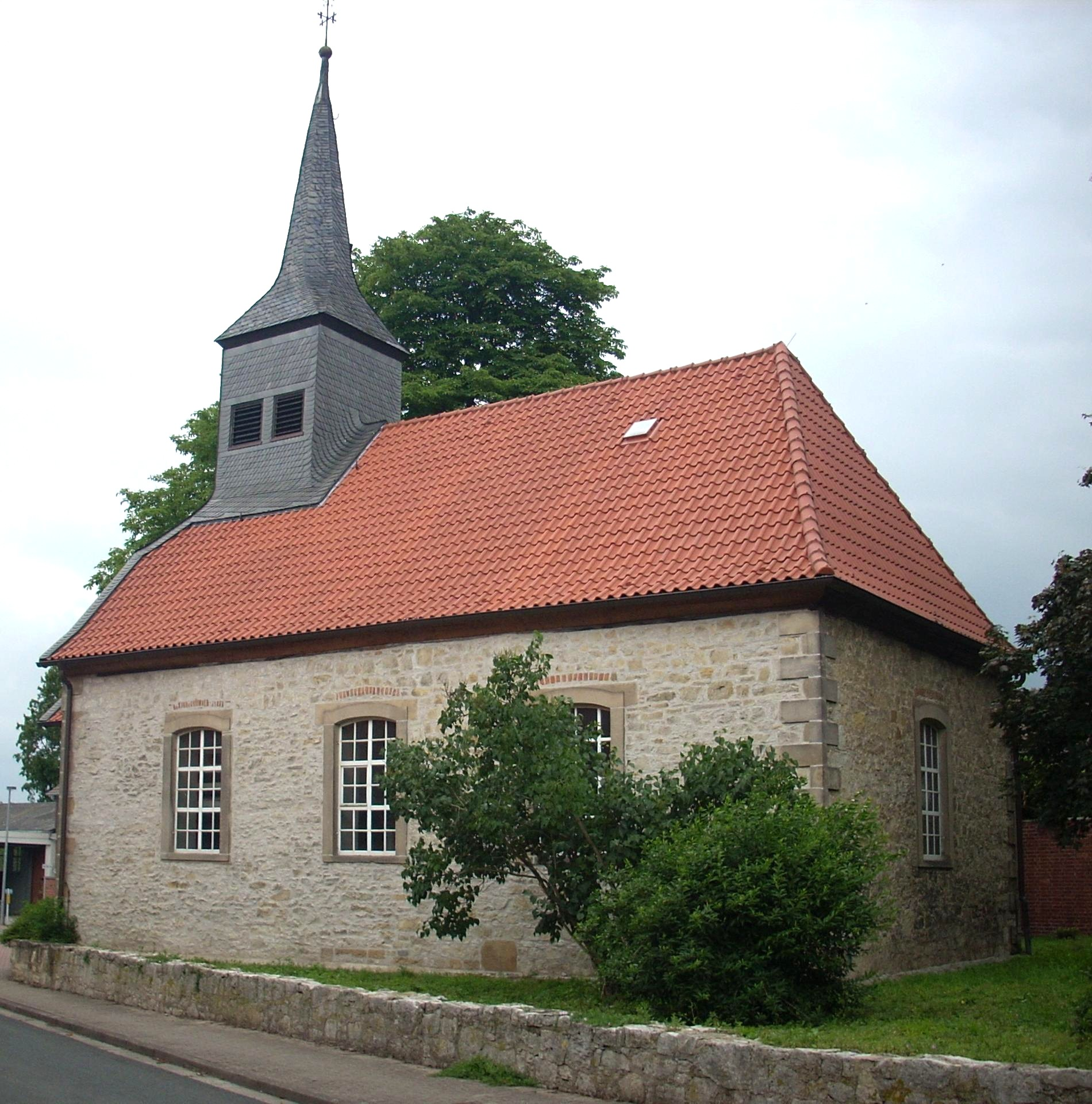
Michaelskirche

- Die Kirche, seit der Reformation evangelisch, trägt den Namen des Erzengels Michael, den auch das Ortswappen zeigt.